# 伊賀町 (岡崎市)
伊賀町（いがちょう）は、愛知県岡崎市の町名。12の小字が設置されている。

## 地理
岡崎市のやや北西に位置する。主に住宅地を形成している。町内に伊賀町2丁目～伊賀町7丁目があるが、これらは厳密には丁目ではなく小字であり、正確には伊賀町字2丁目～伊賀町字7丁目と表記される。
かつては町内を名鉄岡崎市内線が通り、伊賀町駅、八幡社駅が設置されていた。

### 河川
- 伊賀川

### 小字
| - 字愛宕下（あたごした） - 字愛宕山（あたごやま） - 字地蔵ケ入（じぞうがいり） - 字西郷中（にしごうなか） - 字東郷中（ひがしごうなか） - 字南郷中（みなみごうなか） | - 字2丁目（2ちょうめ） - 字3丁目（3ちょうめ） - 字4丁目（4ちょうめ） - 字5丁目（5ちょうめ） - 字6丁目（6ちょうめ） - 字7丁目（7ちょうめ） |

## 世帯数と人口
2019年（令和元年）5月1日現在の世帯数と人口は以下の通りである。
| 町丁   | 世帯数    | 人口    |
| ------ | --------- | ------- |
| 伊賀町 | 1,553世帯 | 3,446人 |

### 人口の変遷
国勢調査による人口の推移
| 1995年（平成7年）  | 3,387人 | [ 5 ] |  |
| 2000年（平成12年） | 3,323人 | [ 6 ] |  |
| 2005年（平成17年） | 3,469人 | [ 7 ] |  |
| 2010年（平成22年） | 3,438人 | [ 8 ] |  |
| 2015年（平成27年） | 3,260人 | [ 9 ] |  |

## 学区
市立小・中学校に通う場合、学区は以下の通りとなる。
| 字 | 番・番地等                                                | 小学校             | 中学校             | 高等学校 |
| --- | --------------------------------------------------------- | ------------------ | ------------------ | -------- |
| 伊賀町字3丁目                                                                                           | 29～36番地 68～75番地                                     | 岡崎市立梅園小学校 | 岡崎市立甲山中学校 | 三河学区 |
| 伊賀町                                                                                                  | 134～428番地 438番地4、439番地1 440～448番地 500～552番地 | 岡崎市立広幡小学校 | 岡崎市立葵中学校   | 三河学区 |
| 伊賀町字2丁目 伊賀町字7丁目 字西郷中 字東郷中                                                           | 全域                                                      | 岡崎市立広幡小学校 | 岡崎市立葵中学校   | 三河学区 |
| 伊賀町                                                                                                  | 429～438番地2 438番地5～7 439番地2 449～479番地           | 岡崎市立愛宕小学校 | 岡崎市立葵中学校   | 三河学区 |
| 伊賀町字愛宕下 伊賀町字南郷中 伊賀町字愛宕山 伊賀町字地蔵ケ入 伊賀町字4丁目 伊賀町字5丁目 伊賀町字6丁目 | 全域                                                      | 岡崎市立愛宕小学校 | 岡崎市立葵中学校   | 三河学区 |
| 伊賀町字3丁目                                                                                           | 1～28番地 37～67番地                                      | 岡崎市立愛宕小学校 | 岡崎市立葵中学校   | 三河学区 |

## 歴史

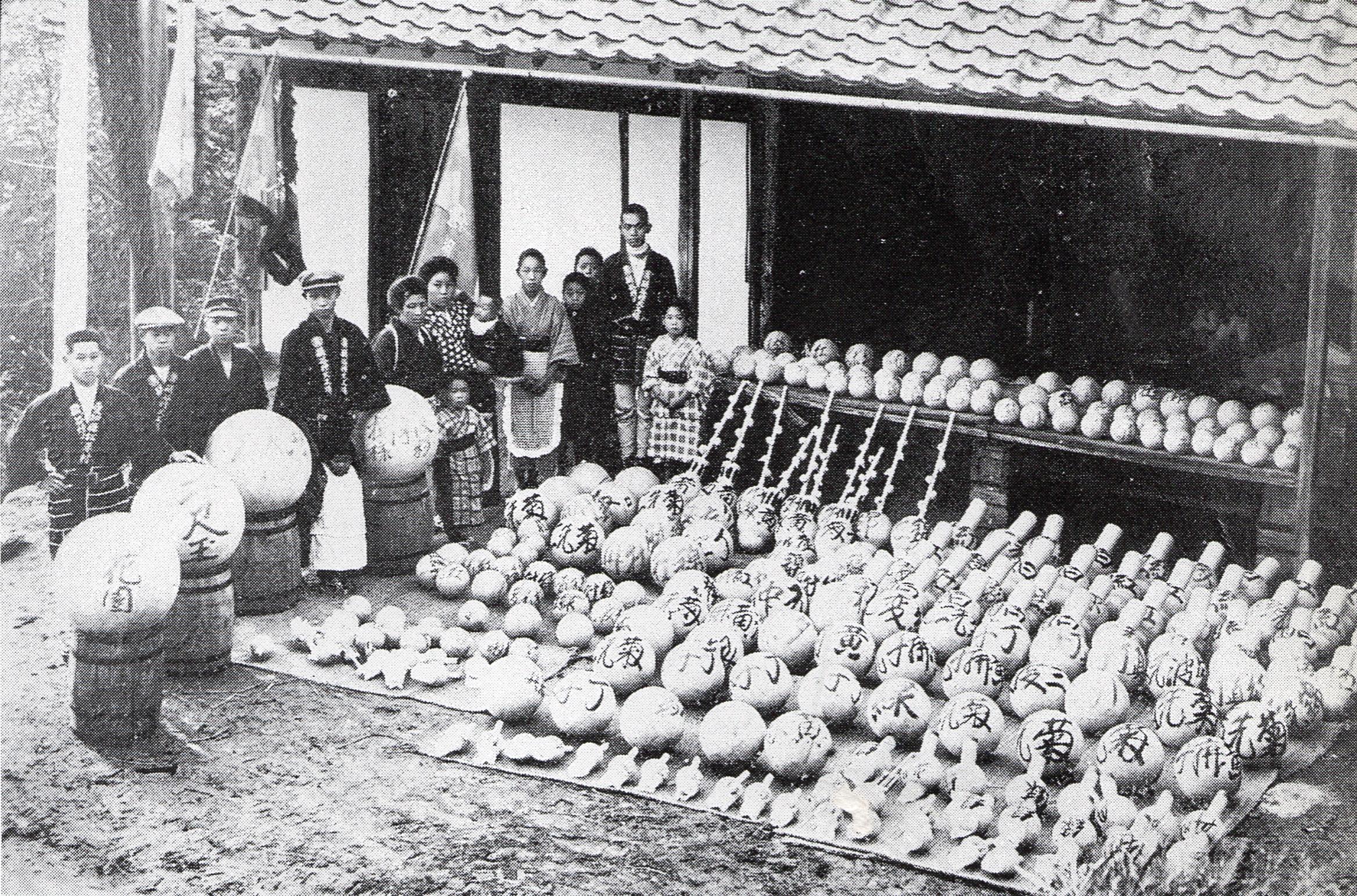
町内にあった三河花火の工場（大正時代）

額田郡伊賀村の一部を前身とする。伊賀の名は古く、8世紀中頃に額田八郷の一つとして位賀郷が成立したのが始まりとされる。
文明2年（1470年）に松平氏4代松平親忠が松平氏の氏神として伊賀八幡宮を創建した。天文11年（1542年）、忍者服部半蔵として知られる服部正成が当地で出生した。江戸時代は岡崎藩領であった。

### 町名の由来
松平親忠が当地に八幡宮を勧請したことを機に、位賀を伊賀に改称したとされる。社史には伊賀国より勧請したとあり、それにちなむとみられるが、地名辞典では元からあった地名による付会であろうとしている。

### 沿革
- 1889年（明治22年）10月1日 - 町村制施行。井田村・能見村・日名村と合併し、広幡村大字伊賀となる[20]。
- 1895年（明治28年）5月13日 - 町制施行に伴い、広幡町大字伊賀となる[20]。
- 1914年（大正3年）10月1日 - 岡崎町へ編入し、同町大字伊賀となる[21]。
- 1916年（大正5年）7月1日 - 市制施行に伴い、岡崎市大字伊賀となる[21]。
- 1917年（大正6年）7月1日 - 伊賀町に改称[21]。
- 1973年（昭和48年）3月3日 - 一部が伊賀新町・石神町となり、一部を稲熊町へ編入[21][22]。
- 1976年（昭和51年）3月25日 - 一部が広幡町・葵町・錦町・柿田町・井田南町・井田西町となる[21][22]。

## 施設
- 伊賀八幡宮
- 明願寺
- 昌光律寺
- 弘正寺
- 蓮馨寺
- 善光寺岡崎別院
- 教國稲荷神社
- 松林律院
- 日本同盟基督教団愛宕山教会
- 岡崎市立愛宕小学校
- 岡崎市立看護専門学校
- 愛宕学区市民ホーム
- 明光義塾岡崎教室
- ローソン岡崎伊賀町店
- アオキスーパー伊賀店
- 白沢ドラッグエイプル伊賀店
- ほっともっと岡崎伊賀町店
- 幸楽苑岡崎伊賀店
- 得得うどん岡崎伊賀店
- コメダ珈琲店岡崎伊賀店

## ギャラリー
- 岡崎市立看護専門学校
- 明願寺
- 蓮馨寺
- 善光寺岡崎別院
- 昌光律寺の「ふるさとの森」[23]
- 日本同盟基督教団愛宕山教会
- 愛宕学区市民ホーム
- 伊賀川桜堤
- 伊賀町内を通る旧県道56号区間
- 岡崎市立愛宕小学校

## 交通

### 道路
- 愛知県道39号岡崎足助線（能見通り・井田坂通り）
- 愛知県道56号名古屋岡崎線（平針街道）
- 都市計画道路明代橋線（モダン道路）[24]

### バス
名鉄バス
- 岡崎市内線
- 大樹寺線
- 大門駅・市民病院線
- 大樹寺・病院線

## その他

### 日本郵便
- 郵便番号 : 444-0075[3]（集配局：岡崎郵便局[25]）。

## 参考資料
- 「角川日本地名大辞典」編纂委員会 編『角川日本地名大辞典 23 愛知県』角川書店、1989年3月8日。ISBN 4-04-001230-5。
- 有限会社平凡社地方資料センター 編『日本歴史地名体系第23巻 愛知県の地名』平凡社、1981年。ISBN 4-582-49023-9。
- 新編岡崎市史編さん委員会 編『新編岡崎市史 総集編 20』1993年。